# 대한민국 형사소송법 제301조
대한민국 형사소송법 제301조는 공판절차의 갱신에 대한 형사소송법의 조문이다.

## 조문
제301조(공판절차의 갱신)공판개정 후 판사의 경질이 있는 때에는 공판절차를 갱신하여야 한다. 단, 판결의 선고만을 하는 경우에는 예외로 한다.

## 참고 문헌
- 손동권 신이철, 새로운 형사소송법(초판, 2013), 세창, 2013. ISBN 9788984114081